# Відір Рейніссон
Відір Рейніссон (ісл. Víðir Reynisson, 22 квітня 1967, Вестманнаейяр) — ісландський поліцейський офіцер, який працює головним суперінтендантом поліції Ісландії. Він також є керівником служби безпеки Футбольної асоціації Ісландії.

## Ранні роки життя
Відір Рейніссон народився у Вестманнаейярі, де він жив до 11 років.

## Кар'єра

### COVID-19 в Ісландії
З лютого 2020 року Відір Рейніссон був одним із провідних працівників управління цивільного захисту та надзвичайних ситуацій Ісландії, та займався розробкою заходів проти епідемії COVID-19 в Ісландії разом з Альмою Меллер і Торольфуром Гуднасоном.
25 листопада 2020 року у Відіра діагностували COVID-19, а 4 грудня після погіршення стану його госпіталізували до Національної університетської лікарні Ісландії. З 21 грудня 2020 року він повернувся на службу.